# カザン航空機製造合同

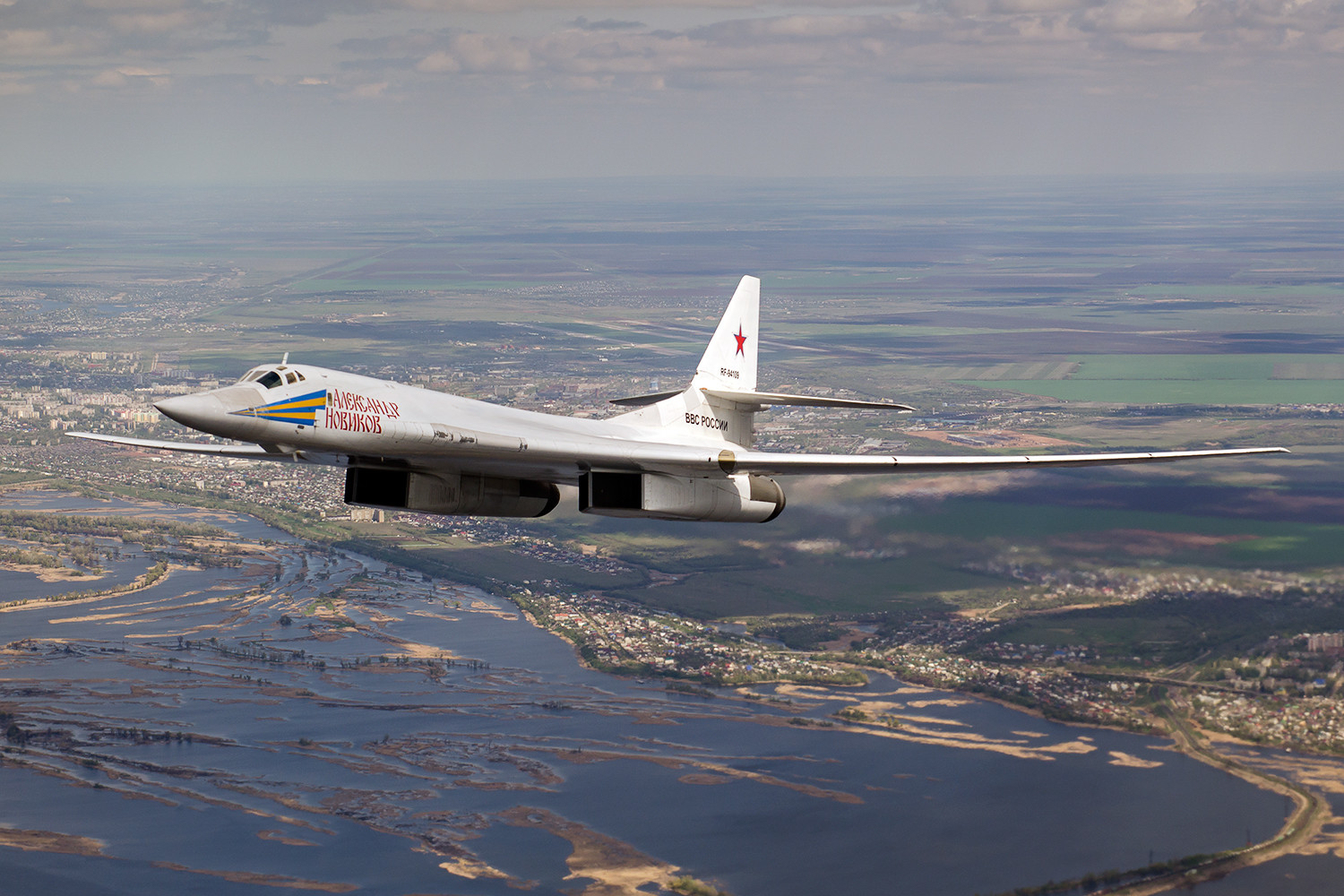
KAPA製の戦略爆撃機ツポレフTu-160

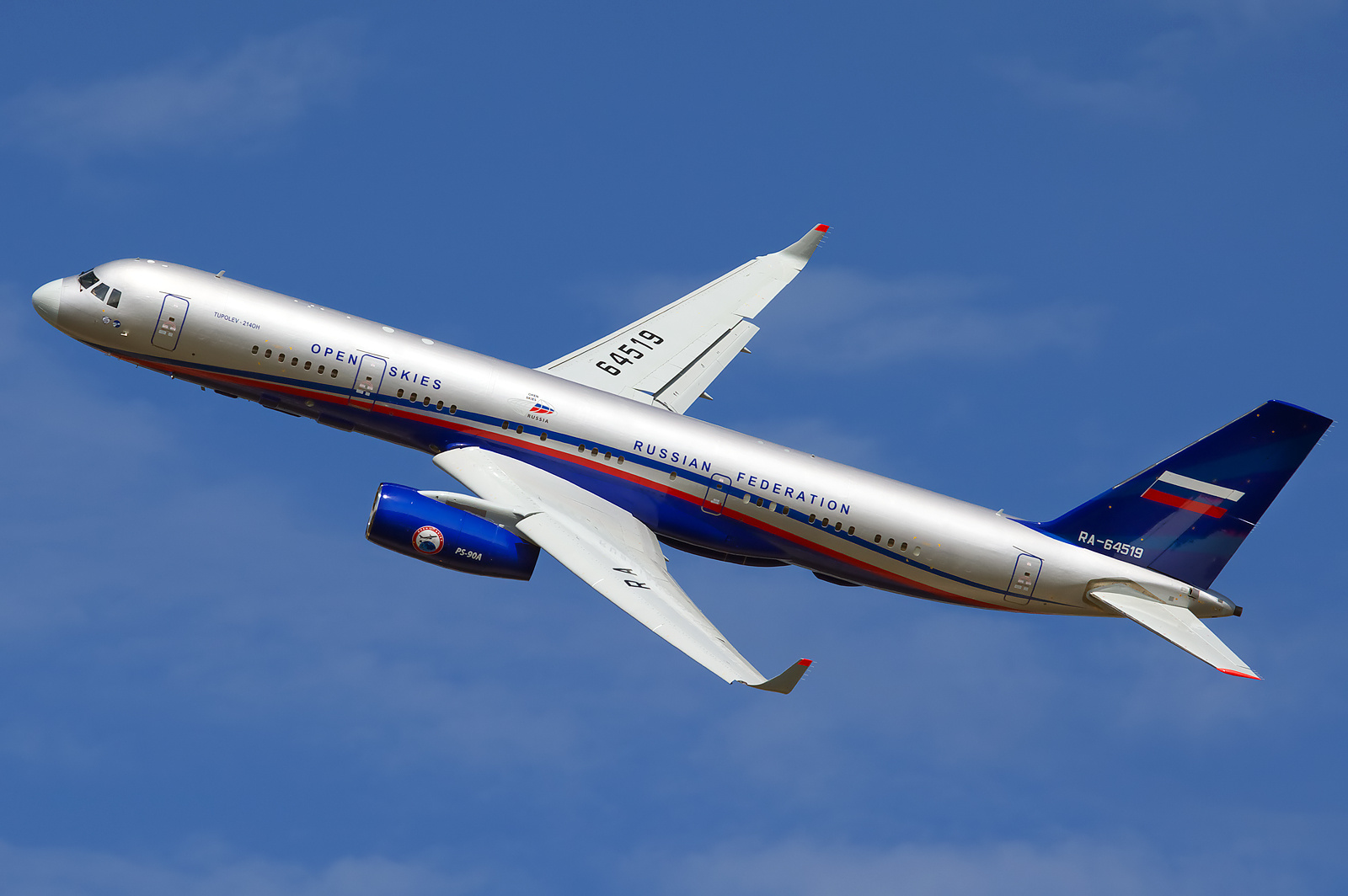
KAPA製旅客機ツポレフTu-204

カザン航空機生産合同（S・P・ゴルブーノフ名称カザン航空機生産合同、Kazan Aircraft Production Association、KAPA; ロシア語: Казанское авиационное производственное объединение имени С. П. Горбунова, tr. Kazanskoye Aviatsionnoe Proizvodstvennoe Obyedinenie imeni S.P. Gorbunova、ロシア語表記に基づく略称：KAPO）は、ロシアのカザンを拠点とする航空機メーカーである。これまでに34機種・計18,000機以上を生産してきた歴史を持つ。

## 歴史
1916年4月にモスクワ西部のフィリに設立されたRusso-Balt社の自動車工場が起源である。1922年11月、ソビエト連邦はドイツの航空機メーカーであるユンカースとの合弁契約に調印し、フィリの工場は国立第7航空機工場（GAZ No.7）に改称された。なお、フィリの工場は現在クルニチェフ国家研究生産宇宙センターとなっている。
ドイツ政府との関係悪化により工場はソビエト連邦に移管され、十月革命十周年記念第22工場（завод № 22 имени 10-летия Октября）に改名され、さらに飛行機事故で亡くなった工場長S・P・ゴルブーノフにちなんでその名を冠するようになった。1941年に工場はカザンに疎開し、1946年にハインケルから接収したエルスニッツの工場設備が持ち込まれた。
カザン航空機製造合同はTu-214旅客機とTu-160戦略爆撃機を製造している。リージョナルジェット機Tu-334と貨物機Tu-330の生産計画もあったが、キャンセルされている。
2010年には、ロシアの爆撃機部隊の更新が完了した後、新世代の戦略爆撃機PAK DAの生産を開始すると報じられた。